# Coenipeta capensis
Coenipeta capensis là một loài bướm đêm trong họ Erebidae.